# Катастрофа Ил-62 в Кёнигс-Вустерхаузене
Катастрофа Ил-62 в Кёнигс-Вустерхаузене — крупная авиационная катастрофа, произошедшая 14 августа 1972 года. Самолёт Ил-62 авиакомпании Interflug выполнял чартерный рейс IF450 по маршруту Берлин—Бургас, но через 32 минуты после взлёта из-за пожара на борту потерял управление и рухнул в лес около Кёнигс-Вустерхаузена. Погибли все находящиеся на его борту 156 человек — 148 пассажиров и 8 членов экипажа.
На 2025 год остаётся крупнейшей авиакатастрофой в Германии.

## Самолёт
Ил-62 с бортовым номером DM-SEA (заводской — 00702, серийный — 07-02) был выпущен Казанским авиационным заводом в 1970 году и 22 апреля (по другим данным — 21 апреля), в честь столетия Владимира Ленина, был подарен государственной авиакомпании ГДР — Interflug, для которой стал первым самолётом данного типа. На момент катастрофы борт DM-SEA имел всего 3520 часов налёта.

## Экипаж
Лётный экипаж лайнера в роковом полёте был следующий:
- Командир воздушного судна — 51-летний Хайнц Пфафф (нем. Heinz Pfaff). В 1956 году начал работать в национальной авиакомпании Восточной Германии Deutsche Lufthansa[англ.], пока в 1963 году та не вошла в состав Interflug, где к моменту происшествия Пфафф занимал пост председателя профсоюзного руководства. Имел квалификацию пилота самолётов Aero 45, Ил-14 и Ил-18, а с 1970 года ещё и Ил-62. В общей сложности налетал 8100 часов и около 4 миллионов километров.
- Второй пилот — 35-летний Лотар Вальтер (нем. Lothar Walther). В компании Interflug с 1961 года; имел общий налёт 6041 час.
- Штурман — 38-летний Ахим Филениус (нем. Achim Filenius). В 1955 году начал работать в Deutsche Lufthansa, а с 1963 года — в Interflug. Налетал в общей сложности 8570 часов и 3,6 миллиона километров.
- Бортинженер — 32-летний Ингольф Штайн (нем. Ingolf Stein). В компании Interflug с 1963 года; налетал в общей сложности 2258 часов и около 1 миллиона километров.

В салоне работали четыре стюардессы:
- Марлиз Циданек (нем. Marlies Zidanek), 32 года. В авиакомпании с 1958 года, ещё с Deutsche Lufthansa; всего налетала 6880 часов и около 4 миллионов километров.
- Барбара Шольц (нем. Barbara Scholz), 31 год. В авиакомпании с 1960 года; всего налетала 6395 часов и почти 4 миллиона километров.
- Моника Атанассов (нем. Monika Atanassov), 28 лет. В авиакомпании с 1966 года; всего налетала 2980 часов и примерно 1,7 миллионов километров.
- Габриэла Шеллер (нем. Gabriele Scheller), 20 лет. В авиакомпании с 1970 года; всего налетала 710 часов и порядка 450 тысяч километров.

## Катастрофа
14 августа данный самолёт выполнял чартерный рейс IF450 на черноморский курорт Бургас в Болгарии, а в его салоне находились 148 пассажиров — жителей ГДР. В 16:29 Ил-62 вылетел из аэропорта Берлин-Шёнефельд и начал набор высоты. Но через несколько минут после взлёта, когда самолёт пролетал мимо Котбуса, находясь при этом в ста километрах от Берлина и на высоте 8900 метров, экипаж заметил, что возникли проблемы со стабилизатором. В 16:44 экипаж связался с берлинским аэропортом и доложил о намерении вернуться. В 16:51 с борта стали сливать лишнее топливо, чтобы облегчить самолёт и выровнять его центровку, а в 16:54 пилоты начали постепенно снижаться.
Вскоре экипаж обнаружил задымление в хвостовой части, а затем отказали рули высоты. В 16:59:25 пилоты связались с диспетчером и объявили сигнал бедствия Mayday, заявив, что они потеряли контроль за спуском самолёта и что на борту пожар. У Ил-62 отделился вертикальный стабилизатор, на котором также крепились и горизонтальные рули высоты, после чего самолёт потерял устойчивость и перешёл в крутое пике. Из-за возникших колоссальных аэродинамических перегрузок у авиалайнера оторвало хвостовую часть, а примерно в 17:01 фюзеляж ракетой врезался в лесной массив в Бранденбурге возле Кёнигс-Вустерхаузена. Все 156 человек на борту самолёта погибли. Это крупнейшая авиакатастрофа в ГДР, и во всей Германии, а на момент событий ещё являлась и второй крупнейшей авиакатастрофой в мире.

## Причина
По заключению комиссии, причиной катастрофы стала утечка в системе охлаждения двигателей, в результате чего горячий воздух температурой 300 °С начал разрушать изоляцию проводов. В злополучном рейсе изоляция уже настолько разрушилась, что кабели начали закорачиваться друг с другом, вызывая искрение и проблемы с управлением хвостовым оперением. Помимо этого, в этом же отсеке проходили шланги противообледенительной системы, оболочка которых была также повреждена из-за высокой температуры. В данном полёте возникла утечка рабочей жидкости, которая после попадания искр воспламенилась. Температура в отсеке достигла 2000 °С, повреждая при этом тяги управления. При этом огонь поначалу не могли обнаружить из-за отсутствия датчиков пожара в том отсеке. Когда огонь дошёл до 4-го багажного отсека, он уже разрушал конструкцию планера. Довольно быстро были выведены из строя рули высоты, а затем конструкция уже настолько ослабла, что от самолёта оторвало сперва киль, а затем и всю хвостовую часть, что привело к неконтролируемому падению.

## Последствия
После катастрофы Interflug прекратила эксплуатацию всех Ил-62 до завершения соответствующих доработок. Комиссия сделала вывод, что утечка горячего воздуха из системы кондиционирования возникла по причине конструкционных недостатков. В ОКБ Ильюшина в связи с этим были проведены исследования, согласно которым версия о конструкционных недостатках не была подтверждена. Тем не менее, конструкция самолёта была доработана, в том числе установили дополнительные датчики дыма и огня, а также специальные смотровые окошки. Больше происшествий по данной причине не возникало.
Памяти погибшим в катастрофе посвящена каменная стела на кладбище коммуны Вильдау. Она установлена на братской могиле для 60 жертв, личности которых не удалось определить. На месте падения самого самолёта ныне установлена небольшая памятная плита.